# Absaugpumpe

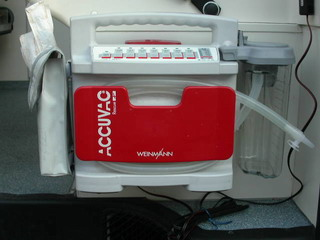
Elektrische Absaugpumpe

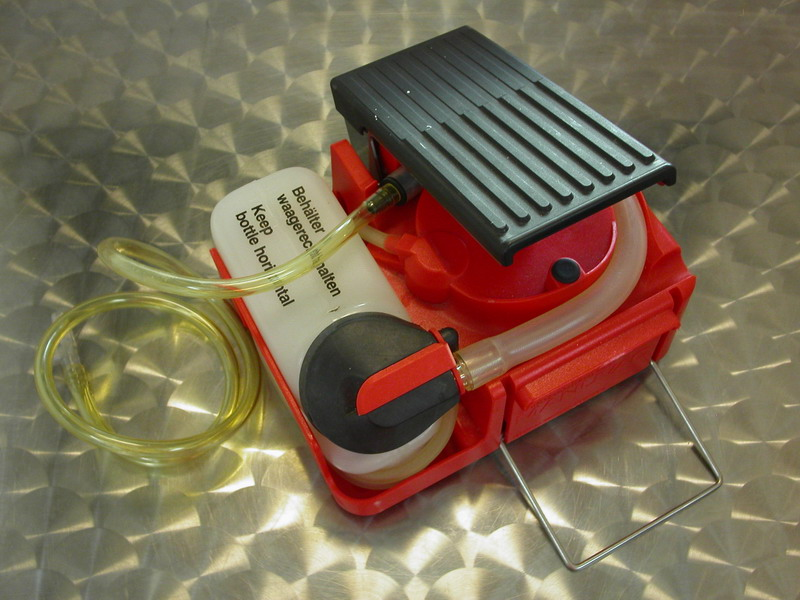
Manuelle Absaugpumpe (Fußbetrieb)

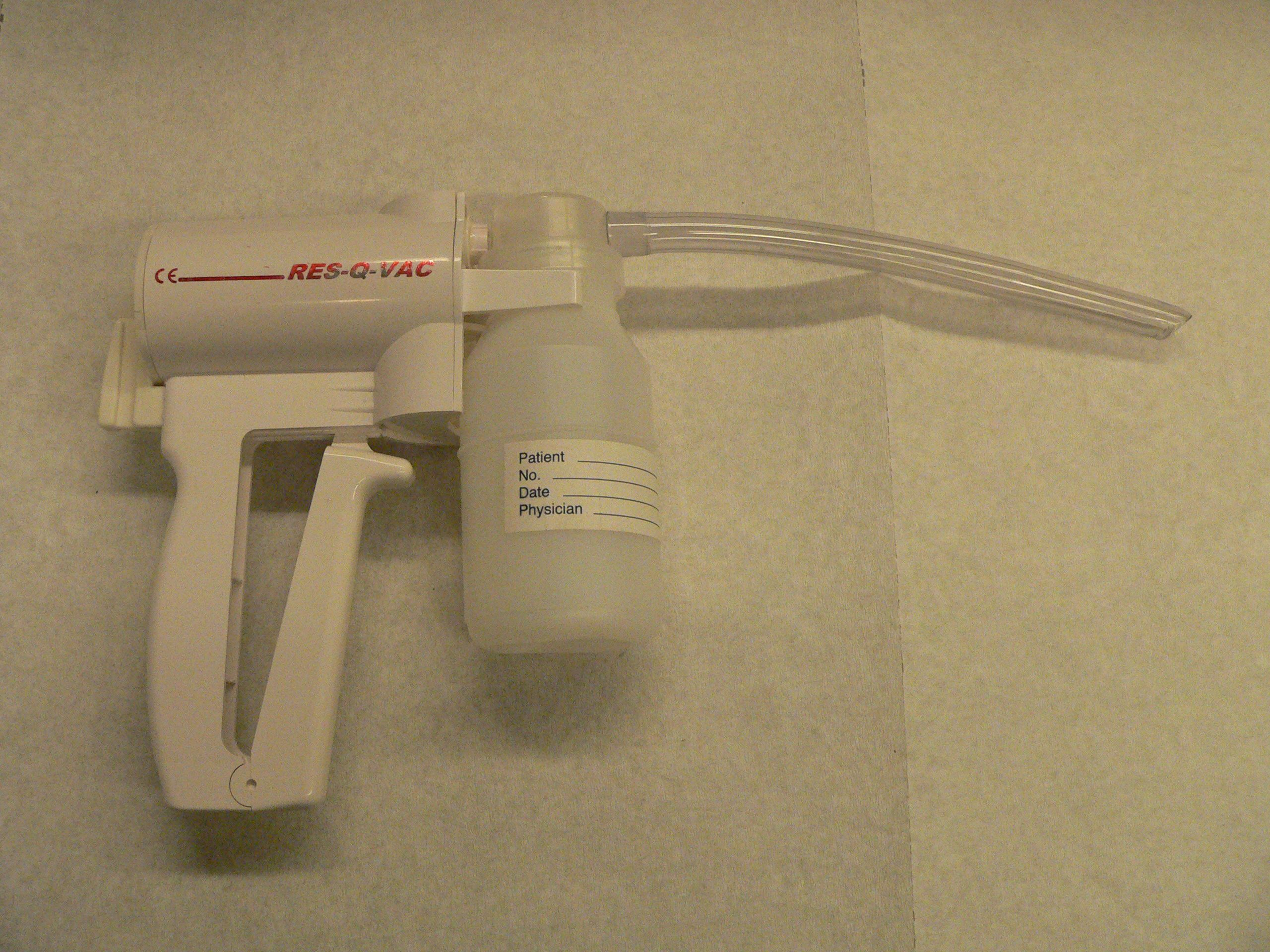
Handabsaugpumpe

Eine Absaugpumpe oder ein Absauggerät ist eine medizinische Pumpe, die einen Unterdruck erzeugt, um Luft oder zusammen mit einem sterilen Absaugkatheter Körperflüssigkeiten abzusaugen. Sie besteht aus einer Pumpeneinheit und einem Auffangbehälter für abgesaugte Flüssigkeiten.

## Anwendungsgebiete
- Absauggeräte werden verwendet, um Schleim, Sputum oder Flüssigkeiten aus den Atemwegen von Patienten abzusaugen, die diesen nicht mehr selbst abhusten können.
- Bei Operationen wird das Operationsgebiet mit der Absaugung von Blut, Spülflüssigkeiten und Wundsekreten befreit.
- Mit Absaugpumpen kann Luft aus Vakuumschienmaterial abgesaugt werden.[1]

## Unterscheidungen
Absaugpumpen werden zum einen nach ihrer Antriebsart unterschieden, dabei werden manuelle, elektrische und pneumatische Ausführungen verwendet. Zum anderen lassen sich die Pumpen nach ihrer Installationart in stationäre und mobile Geräte einteilen. Im Rettungsdienst werden in der Regel mobile Pumpen verwendet, die entweder als kompakte manuelle Pumpen im Notfallkoffer mitgeführt oder als eigenständige elektrische Pumpen mit Akkumulator und Ladegerät im Fahrzeug verwendet werden können. Häufig sind an der Beatmungseinheit sauerstoffbetriebene pneumatische Pumpen angebracht, die wegen der Kosten und begrenzten Verfügbarkeit des Sauerstoffs kaum benutzt werden. In Kliniken werden in der Regel pneumatische Geräte benutzt, die an die zentrale Druckluft- oder Sauerstoffanlage angeschlossen sind. In der Alten- und häuslichen Pflege kommen meist mobile elektrische Geräte zur Anwendung, vielfach können Leihgeräte eingesetzt werden.